# Vertrag von Paris (1295)
Der Vertrag von Paris war ein am 23. Oktober 1295 in Paris geschlossenes Bündnis zwischen Schottland und Frankreich.

## Ausgangslage
Der schottische König John Balliol sah sich bereits kurz nach seiner Thronbesteigung 1292 zunehmenden Druck durch den englischen König Eduard I. ausgesetzt. Der englische König hatte zuvor in dem schottischen Thronfolgestreit als Schiedsrichter fungiert und die Ansprüche der Anwärter auf den schottischen Thron bewertet. Dafür hatte er die Oberherrschaft über Schottland beansprucht. Nach der Thronbesteigung von Balliol hielt der englische König nun weiter an seinem Anspruch auf die Oberherrschaft über Schottland fest.

## Verhandlungen und Vertragsabschluss
Als es 1294 zu einem Krieg zwischen England und Frankreich kam, forderte der englische König John Balliol und mehrere schottische Magnaten auf, ihm als Vasallen Waffenhilfe zu leisten. Noch im März 1294 betrachtete der französische König die Schotten deshalb als Gegner. Die Schotten verweigerten die geforderte Waffenhilfe jedoch unter Ausflüchten. Danach gab es vermutlich erste Kontakte zwischen Schottland und Frankreich, wobei unklar ist, von welcher Seite diese ausgegangen waren. Bereits im Juni 1295 sah der französische König die Schotten als mögliche Verbündete an. Als im Juli 1295 mit Bischof Bek und Earl Warenne zwei mit Balliol befreundete englische Unterhändler nach Schottland kamen, blieb ihre Mission erfolglos. Zwei Tage nachdem sich Balliol mit Bek getroffen hatte, entschied ein schottisches Parlament in Stirling, eine Gesandtschaft nach Frankreich zu schicken. Führer der Gesandtschaft war Bischof William Fraser von St Andrews, dazu gehörten ihr Bischof Matthew of Crambeth von Dunkeld sowie die Barone John de Soules und Ingram de Umfraville an. Die Gesandtschaft sollte dem französischen König Philipp IV. ein Bündnisangebot machen. Der französische König sah dieses Bündnis als Gelegenheit, sein geplantes Bündnis mit dem norwegischen König Erik II. zu einem nordischen, gegen England gerichtetes Bündnis zu erweitern. Der französische König sah sich durch den englischen König bedroht, der Bündnisse mit Aragón sowie mit verschiedenen deutschen Fürsten aus dem Rheinland und den Niederlanden geschlossen hatte. Dieser Einkreisung Frankreichs wollte der französische König eine Bedrohung Englands von Norden und zur See her begegnen, so dass die englischen Kräfte geteilt werden mussten. Am 22. Oktober 1295 besiegelte der französische König das Bündnis mit Norwegen und am Folgetag das Bündnis mit Schottland. Am 23. Februar 1296 bestätigten John Balliol und ein schottisches Parlament den Vertrag mit Frankreich.

## Vertragsinhalt
Nach dem Abkommen sollten die Schotten, sowohl der König wie auch die Magnaten, Prälaten und Bürger der Städte Krieg zu Land und See gegen England führen, solange dieses Krieg gegen Frankreich führte. Wenn der englische König England verlassen sollte, um einen Feldzug auf dem europäischen Festland zu führen, sollten die Schotten einen großangelegten Feldzug nach England unternehmen. Sollte im Gegenzug Schottland von England angegriffen werden, versprach der französische König, Angriffe auf England zu führen oder den Schotten erhebliche Unterstützung zu schicken. Beide Parteien versicherten, keinen Separatfrieden mit England zu schließen. Dazu sollte Edward Balliol, der älteste Sohn des schottischen Königs, Johanna, eine Tochter von Karl von Valois und damit eine Nichte des französischen Königs heiraten.

## Folgen
Das schottische Bündnis mit Frankreich war faktisch eine Kriegserklärung an England. Im Frühjahr 1296 führte der englische König sein Heer nach Norden und konnte in einem raschen Feldzug Schottland besetzen. John Balliol wurde gefangen genommen und zur Abdankung gezwungen. In der Folge stellte der englische König Schottland unter seine direkte Verwaltung, worauf es 1297 zu einer landesweiten Rebellion und in der Folge zum Schottischen Unabhängigkeitskrieg kam. Damit hatte das Bündnis für den französischen König seinen Zweck erfüllt, da es die Kräfte des englischen Königs gebunden hatte. Nach einem erfolglosen Feldzug des englischen Königs nach Flandern 1297 wurde 1298 ein Waffenstillstand zwischen England und Frankreich geschlossen. Die Friedensverhandlungen zogen sich jedoch weiter hin. Der  französische König unterstützte den schottischen Unabhängigkeitskampf aber weiter diplomatisch, um den englischen König unter Druck zu setzen. Als ein Ergebnis dieser diplomatischen Bemühungen überstellte der englische König 1299 John Balliol in die Obhut des Papstes. Schottische Gesandte blieben weiterhin in Frankreich, und vermutlich 1299 kam der frühere schottische Guardian William Wallace nach Paris, wo ihn Philipp IV. beschenkte. 1302 erzielten die Schotten dank der französischen Hilfe weitere Erfolge. Der englische König schloss mit ihnen einen auf neun Monate befristeten Waffenstillstand, während der Papst John Balliol dem französischen König überstellte. Die schottischen Hoffnungen, den englischen König nun zu einem Frieden bewegen zu können, wurden durch die französische Niederlage in der Sporenschlacht im Krieg mit Flandern im Juli 1302 zerstört. Der französische König konzentrierte sich nun voll auf den Kampf gegen Flandern. Obwohl noch 1302 mit James Stewart, John de Soules, dem Earl of Buchan und Bischof Lamberton eine hochrangige schottische Gesandtschaft nach Frankreich reiste, schloss der französische König im Mai 1303 den Frieden von Paris mit England. Von diesem Frieden waren die Schotten ausgeschlossen. Der englische König hatte nun freie Hand für den Krieg in Schottland und konnte durch einen großen Feldzug bis Februar 1304 fast alle schottischen Rebellen zur Unterwerfung zwingen.

## Der Vertrag von Paris als Beginn der Auld Alliance?
Der Vertrag von Paris wird oft als Beginn der Auld Alliance zwischen Schottland und Frankreich angesehen, als ein Bündnis, das bis ins 16. Jahrhundert hinein Bestand hatte. Diese Ansicht ist aus verschiedenen Gründen falsch. Zum einen hatten die schottischen Könige nahezu regelmäßig im Konfliktfall mit England ein Bündnis mit Frankreich geschlossen. Das erste bekannte Bündnis hatte Wilhelm der Löwe bereits 1173 geschlossen. Zum anderen endete das 1295 geschlossene Bündnis mit dem Vertrag von Paris 1303. Als Robert Bruce 1306 den schottischen Unabhängigkeitskampf fortsetzte und sich zum König der Schotten erhob, unterstützte der französische König diese Rebellion nicht. Dies lag sicher mit an dem Umstand, dass Bruce zuvor seinen Rivalen John Comyn in einer Kirche ermordet hatte und deshalb exkommuniziert worden war. Erst Anfang 1309 erkannte Philipp IV. in einem Brief Robert Bruce als schottischen König an, forderte ihn aber gleichzeitig auf, mit dem englischen König Frieden zu schließen. Das schottisch-französische Bündnis wurde erst 1326 durch den Vertrag von Corbeil erneuert.